# Магарећи пингвин
Магарећи пингвин (лат. Spheniscus demersus) је врста пингвина која живи на југозападној обали Африке. Најближи сродници су им Хумболтови и Магеланови пингвини, који се могу наћи у Јужној Америци, и галапагошки пингвини, који се могу наћи у Тихом океану близу екватора.

## Физичке особине
Магарећи пингвини порасту око 65 центиметара висине и између 2,5 и 4 килограма тежине. Имају црну траку и црне тачке на грудима; тачан распоред и величина траке и тачака су јединствени за сваку јединку, попут отиска прстију код људи. Имају ружичасте слане жлијезде изнад очију. Кад му је вруће, тијело пингвина шаље више крви у ове жлијезде, које постају црвеније, а организму се тако помаже да се лакше охлади. Мужјаци су крупнији од женки и имају веће кљунове. Њихова препознатљива црно-бијела боја је основни вид камуфлаже — бијела за грабљивце који вријебају из воде и гледају нагоре, а црна за грабљивце из ваздуха који одозго гледају на мрку површину воде.
Пливају просјечном брзином од 7 километара на час и могу без дисања да роне до 2 минута. Највећа брзина пливања коју могу развити је 20 километара на час.
У просјеку живе око 10 година. Најстарија забиљежена јединка ове врсте је живјела 24 године, премда у вјештачким, затвореним условима могу живјети и до 40 година.
Име су добили због звукова које производе и који личе на магарећи зов. У енглеској терминологији ово име (енгл. Jackass Penguin) је избачено из формалне употребе, и замијењено именом „Афрички пингвин“ (енгл. African Penguin), јер пар других врста пингвина у Јужној Америци производи сличан звук, а ова врста живи искључиво у Африци.
Исхрана обухвата мале рибе, попут сардина исл, и мале рачиће и лигње. Воду добијају из поједене рибе.

## Размножавање
Магарећи пингвини живе у колонијама. Почињу се парити кад имају између 2 и 6 година. Женке достижу полну зрелост са око 4 године, а мужјаци са око 5 година старости. Размножавају се током цијеле године, а главна сезона парења почиње у фебруару. Женке лијегу два јајета, са периодом инкубације од 38 до 42 дана. Област на којој се паре протеже се од острва Холамсберд, у близини обале Централне Намибије, до острва Берд у Алгои. Магарећи пингвин је једини пингвин који се размножава у Африци, и не живи ни на једном другом мјесту у свијету.
Ово је врста чије јединке бирају брачне партнере само једном у животу, а оба родитеља подједнако леже на јајима, чувају и хране младунце. Сезона митарења траје између октобра и фебруара, при чему се већина птица митари у периоду између новембра и децембра. Након митарења, ови пингвини крећу ка пучини у потрагу за храном (за вријеме митарења они се не хране и остају на копну). Враћају се тек у јануару да би се парили и гнијездили у периоду од фебруара до августа.

## Распрострањеност
Магарећи пингвини живе у колонијама на 24 острва између Намибије и Алгое, у Јужној Африци, и у још три колоније на самом копну Јужне Африке. Највећа колонија живи на острву Сент Кроа. 1980их година на самом копну Јужне Африке, близу Кејптауна, образоване су двије колоније ових пингвина на плажи Баулдерс, близу Сајмонс Тауна и код Стоуни Поинта у Бетиз Беју. Пингвини су могли образовати колоније на самом копну тек након значајног смањења броја грабљиваца, премда су Бетиз Беј у посљедње вријеме нападали леопарди. Још једна колонија на копну постоји у Намибији, али се не зна кад је образована. Плажа Баулдерс је познато туристичко одредиште и због саме плаже и пливања, али и због пингвина. Пингвини се не боје људи, те им се може прићи и на метар близине.

## Угроженост и инциденти
У Црвеној листи Међународне уније за заштиту природе, магарећи пингвини су описани као рањива врста. У 2003. години укупан број магарећих пингвина је био 179.000 одраслих јединки, са око 58.600 парова способних за парење, а њихов број и даље опада. Процјењује се да их је 1970их било око 220.000 одраслих јединки, 1980их око 194.000, а 1990их око 179.000. Од око 1,5 милиона магарећих пингвина, колико се претпоставља да их је било 1910. године, само 10% је преостало на крају 20. вијека. Неконтролисан лов на њихова јаја и уништавање њихове природне средине довело је ову врсту скоро до изумирања.
До средине 20. вијека, јаја пингвина су се сматрала деликатесом и масовно су се сакупљала за продају. Нажалост, пракса је била таква да су се јаја, која се пронађу неколико дана прије почетка сакупљања, уништавала, да би се осигурало да по почетку сезоне сакупљања сва јаја буду свјежа. То је довело до драстичног опадања броја пингвина у близини обале Кејптауна, што је додатно убрзано масовним одношењем гуана, који су пингвини користили за прављење гнијезда, а људи као природно ђубриво. Пингвине погађа загађење природне околине, које се дешава изливањем нафтних деривата у море, бродоломима и чишћењем танкера док су на води.
Таква једна катастрофа се десила 23. јуна 2000. године, када је потопљен танкер „МВ Трежер“ (енгл. MV Treasure) између острва Робен и Дасен, у Јужној Африци, а преко 20.000 одраслих пингвина натопљено нафтом, на врхунцу сезоне парења ове већ угрожене врсте. Птице натопљене нафтом су донесене у напуштено складиште за оправку возова у Кејптауну, гдје се бринуло о њима. Још 19.500 хиљада јединки је склоњено са острва Дасен и оближњих области да би се спријечило да и оне буду натопљене нафтом, а затим су пуштене око хиљаду километара далеко од Кејптауна, близу Порт Елизабета. Ово је радницима пружило довољно времена да очисте запрљану воду и обале прије него што пингвини допливају назад својим домовима (што је потрајало 2-3 седмице). Неким од пингвина су дата имена и праћени су радио-везом док се нису вратили у област парења. Десетине хиљада добровољаца су дошле да помогну у процесу спашавања и опоравка пингвина, што су надгледале организације Међународни фонд за здравље животиња (енгл. International Fund for Animal Welfare, IFAW) и Јужноафричка задужбина за очување обалних птица (енгл. South African Foundation for the Conservation of Coastal Birds, SANCCOB). Цио процес је трајао око 3 мјесеца. Ово је била највећа запамћена акција спашавања животиња у историји, у којој је спашено преко 91% пингвина, што не би било могуће без огромног одзива добровољаца из цијелог свијета.
Сличан инцидент се догодио 6 година раније, у јуну 1994. године, када се покварио и потопио танкер „Аполо си“ (енгл. Apollo Sea) у близини острва Дасен; нафтом је натопљено око 10.000 пингвина (око 6% укупне популације). Од тих 10.000 пингвина, око 50% је очишћено и ослобођено, а од њих 4076 пингвина је добило идентификационе тракице на перајама, помоћу којих је касније праћена успјешност преживљавања и размножавања. Од преосталих 50%, њих 1527 је ослобођено 26. јула 1994, а остатак је отпуштан у малим групама све до 11 септембра 1994.
Магарећи пингвини су једна од врста на које се односи Споразум о очувању афричко-азијских водених птица-селица (енгл. Agreement on the Conservation of  African-Eurasian Migratory Waterbirds, AEWA).
Грабљивци који их угрожавају обухватају ајкуле, фоке и, повремено, китове убице. Копнене животиње које их лове су мунгоси, генетке, домаће мачке и домаћи пси, а галебови их угрожавају тако што им краду јаја и односе тек излегле младунце.